# 세종대왕 (1978년 영화)
세종대왕은 1978년 공개된 대한민국의 영화이다.

## 배역
- 신성일 : 세종 역
- 선우용여 : 소헌왕후 역
- 박암 : 태종 역
- 이순재 : 김종서 역
- 최불암 : 황희 역
- 윤일봉
- 김남일
- 유영국
- 박지훈
- 김석훈
- 박경주
- 최봉
- 윤일주
- 임성포

## 수상
- 1978년 제17회 대종상
  - 남우조연상 - 최불암
- 1978년 영화기자상
  - 특별상[1]
- 1979년 제15회 백상예술대상
  - 영화부문 기술상(촬영) - 유재형

## 에피소드
- 막대한 제작비를 들여 야심차게 제작되었으나 영화적인 재미가 없고 업적위주의 다큐멘터리 형식으로 만들어졌다며 극장들이 한결같이 외면하여 창고에서 4년간이나 썩다가, 4년만인 1982년에 정부가 세종대왕 위업 선양 종합계획을 발표하면서 '세종대왕 기념사업회'가 주축이 되어 전수익금을 학생장학금으로 적립한다는 조건으로 근근히 개봉하게 되었다.[2]